# ولاغوز (کردکوی)
ولاغوز، روستایی است از توابع بخش مرکزی شهرستان کردکوی در استان گلستان ایران.

## جمعیت
این روستا در دهستان چهارکوه قرار دارد و براساس سرشماری مرکز آمار ایران در سال ۱۳۸۵، جمعیت آن ۵۳۷۶ نفر (۱۳۹۸خانوار) بوده‌است.